# Landwehr, Hildesheim
Landwehr là một đô thị ở huyện Hildesheim trong bang Niedersachsen, Đức. Đô thị Landwehr, Hildesheim có diện tích 12,97 km², dân số thời điểm ngày 31 tháng 12 năm 2006 là 578 người.